# 櫻桃子劇場 可吉可吉
《櫻桃子劇場 可吉可吉》是櫻桃子較晚期所著的一部漫畫及動畫。

## 主要登場人物
- 可吉可吉（コジコジ)

- 次郎（)

## 動畫

### 配音員
| 角色     | 配音員     | 配音員 | 配音員 |
| 角色     | 日本       | 香港   | 台灣   |
| -------- | ---------- | ------ | ------ |
| 可吉可吉 | 青木沙耶香 |        |        |
| 次郎     | 高乃麗     |        |        |